# Таунсвілл
Таунсвілл (англ. Townsville) — місто в північно-східній частині австралійського штату Квінсленд. Населення міста за оцінками на 2010 рік становило 185768 осіб. Найближчі великі міста — Маккай (розташований за 330 кілометрів на південний схід) і Кернс (300 кілометрів на північ).

## Географія
Таунсвілл розташований приблизно за 1300 км на північ від Брисбена, поблизу від Великого бар'єрного рифу, і є центром досліджень коралових рифів. У місті є великий тропічний акваріум, що містить екземпляри флори і фауни Бар'єрного рифа. Поруч з містом є Магнітний острів, зона відпочинку, в якій розташовується національний парк.

### Клімат
Місто знаходиться у зоні, котра характеризується кліматом тропічних саван. Найтепліший місяць — січень із середньою температурою 27.8 °C (82 °F). Найхолодніший місяць — липень, із середньою температурою 19.4 °С (67 °F).
| Клімат Таунсвілла       | Клімат Таунсвілла | Клімат Таунсвілла | Клімат Таунсвілла | Клімат Таунсвілла | Клімат Таунсвілла | Клімат Таунсвілла | Клімат Таунсвілла | Клімат Таунсвілла | Клімат Таунсвілла | Клімат Таунсвілла | Клімат Таунсвілла | Клімат Таунсвілла | Клімат Таунсвілла |
| Показник                | Січ.              | Лют.              | Бер.              | Квіт.             | Трав.             | Черв.             | Лип.              | Серп.             | Вер.              | Жовт.             | Лист.             | Груд.             | Рік               |
| Абсолютний максимум, °C | 40                | 42                | 37                | 35                | 31                | 30                | 31                | 33                | 36                | 37                | 41                | 42                | 42                |
| Середній максимум, °C   | 31                | 31                | 30                | 29                | 27                | 25                | 25                | 26                | 27                | 29                | 30                | 31                | 28                |
| Середня температура, °C | 27                | 27                | 26                | 25                | 22                | 20                | 19                | 20                | 22                | 25                | 26                | 27                | 24                |
| Середній мінімум, °C    | 23                | 23                | 22                | 20                | 17                | 14                | 13                | 14                | 17                | 20                | 22                | 23                | 19                |
| Абсолютний мінімум, °C  | 18                | 17                | 16                | 11                | 6                 | 4                 | 3                 | 1                 | 7                 | 8                 | 13                | 18                | 1                 |
| Норма опадів, мм        | 280               | 290               | 210               | 60                | 30                | 20                | 10                | 10                | 10                | 20                | 50                | 120               | 1150              |
| ----------------------- | ----------------- | ----------------- | ----------------- | ----------------- | ----------------- | ----------------- | ----------------- | ----------------- | ----------------- | ----------------- | ----------------- | ----------------- | ----------------- |
| Джерело: Weatherbase    |                   |                   |                   |                   |                   |                   |                   |                   |                   |                   |                   |                   |                   |

## Історія

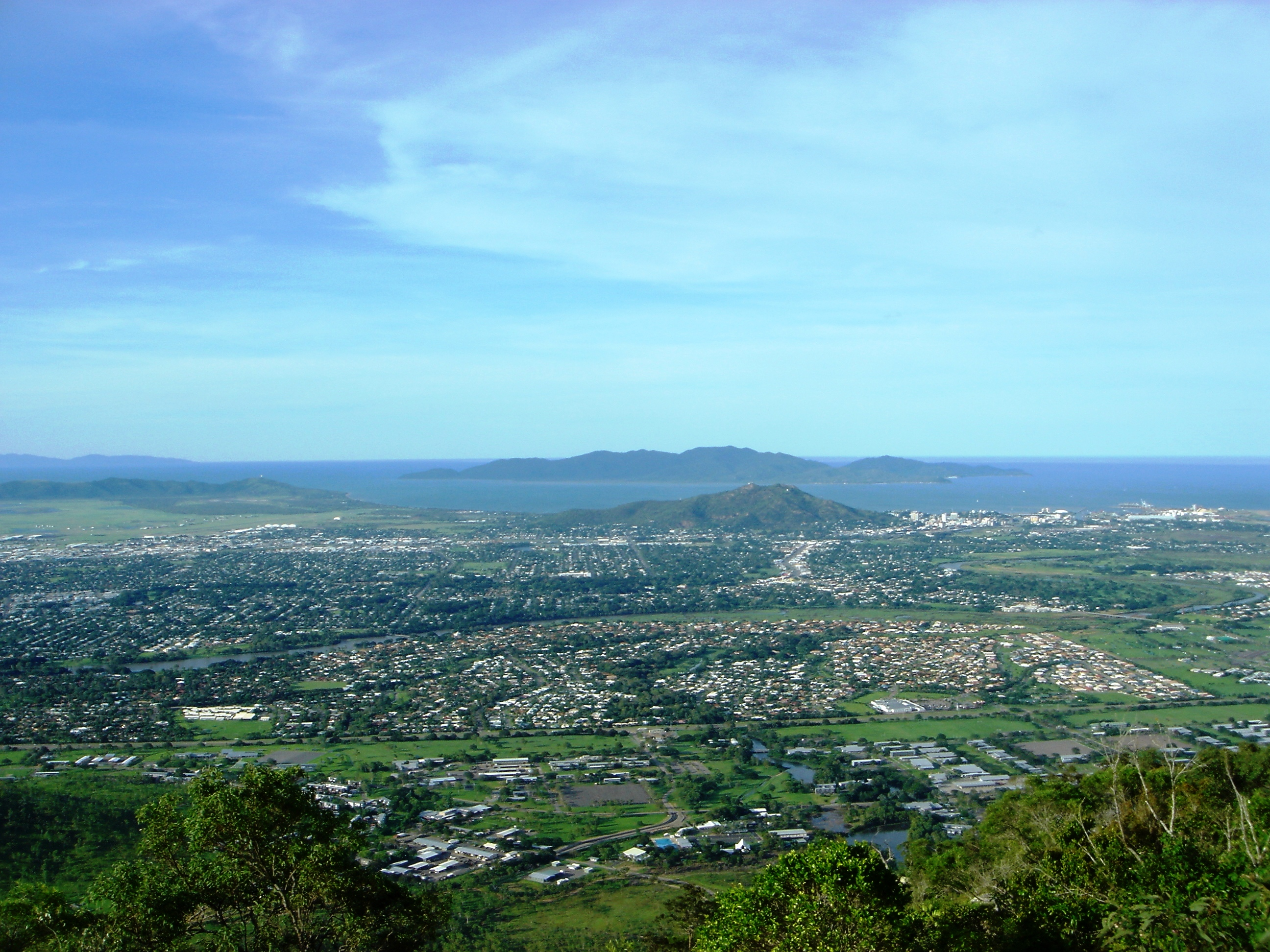
Панорама міста, Магнітний острів на горизонті

Експедиція Джеймса Кука проходила повз цей регіон в 1770 році, але не висаджувалась на берег. Компас корабля Кука почав вести себе дивним чином, у зв'язку з чим острів, розташований біля узбережжя сучасного Таунсвілла, і був названий Магнітним. Перша висадка європейців в регіоні відбулася в 1819 році.
Місто було засноване в 1864 році як порт, для обслуговування північного Квінсленду. Перша колонія поселенців прибула 5 листопада 1864. У 1866 році Роберт Таунс (відомий австралійський підприємець того часу) відвідав це місце, пробув там лише два дні, але погодився забезпечити фінансову підтримку новому поселенню, яке й було названо на його честь.
У 1866 році поселення колоністів отримало самоврядування, в цьому ж році був обраний і перший мер Таунсвілла. З 1882 до 1891 року населення зросло з чотирьох тисяч до 13 000 мешканців. У 1902 році Таунсвілл отримав статус міста.
У період Другої світової війни в місті розташовувався військовий гарнізон і авіабаза союзників (понад 50 тисяч американських і австралійських солдатів).

## Економіка
Основними галузями, розвиненими в Таунсвілі, є експорт корисних копалин через найбільший у регіоні порт, туризм (Бар'єрний риф, Магнітний острів і джунглі в околицях) та металургія.
У Таунсвіллі також є університет імені Джеймса Кука, дослідницький центр CSIRO, Австралійський інститут морської біології, штаб-квартира морського національного парку Великого бар'єрного рифа, а також авіабаза.

## Відомі особистості
У поселенні народилась:
- Рейчел Фінч (* 1988) — австралійська модель.